# パルティマン
パルティマン（partimen または partiment, プロヴァンス語：joc partit, フランス語：Jeu parti）は、2人のトルバドゥールの間で作られるオック語抒情詩で、テンソありはCobla exchangeのサブジャンル。

## 概略
パルティマンは、1人のトルバドゥールが問いかけの形でジレンマを表明し、別のトルバドゥールがそれに対して答える。おのおのが違う立場を取る。とくに、詩のコンテストで人気があった。